# Zaleya pentandra
Zaleya pentandra, sukulentna jednogodišnja biljna vrsta iz porodice čupavica raširena je po Africi, Indijskom i Arapskom poluotoku. 

## Opće informacije
Zaleya pentandra je polusukulentna, obično polegla, biljka sa čvrstom stabljikom koja obično naraste 8 - 30 cm i više ili manje drvenasta pri dnu. Biljka se ponekad bere iz divljine za lokalnu upotrebu kao hrana, iako postoje proturječna izvješća o njezinoj jestivosti. Također ima lokalnu medicinsku primjenu.

## Poznate opasnosti
Biljka se u Indiji smatra opasnim otrovom, gdje se vjeruje da može izazvati proljev, paralizu i smrt od akutnog nefritisa. Tamo se jede samo kao hrana u vrijeme gladi, iako je Arapi i Indijci u Somaliji jedu kao povrće.

## Rasprostranjenost
Tropska Afrika - široko rasprostranjena po sušnijim područjima kontinenta, također se nalazi na Madagaskaru i na Arapskom poluotoku.

## Stanište
Otvorena mjesta u šumama, po grmlju i travnjacima; također kao korov pašnjcima i pustim mjestima, rubovia cesta, kultiviranog tla; i na alkalnim tlima; na visinama od razine mora do 2000 metara.

## Jestiva upotreba
Lišće – kuha se i koristi kao povrće u Africi. U Indiji se smatra samo hranom za vrijeme gladi, gdje se biljka smatra potencijalno otrovnom. Njezinim paljenjem dobiva se biljna sol.

## Ljekovitost
Nadzemni dijelovi biljke koriste se kao stomahik i lijek protiv gonoreje. Za ovu drugu svrhu, biljka se suši i melje u prah te uzima s pivom od prosa. To dovodi do akutne upale urino-genitarnog trakta koja rezultira hematurijom, povraćanjem i krvavim stolicama, a time i 'čišćenjem' infekcije. Ovaj tretman može imati homeopatske konotacije. Biljka sadrži saponine.

## Korištenje u agrošumarstvu:
Biljka stvara čvrsti pokrov preko pustoši i stoga bi mogla imati potencijal kao biljka koja pokriva tlo.

## Ostale namjene
Paljenjem se dobiva potaša koja se može koristiti za izradu sapuna.